# 最終未来兵器mofu
最終未来兵器mofu（さいしゅうみらいへいきもふ）は、日本の異色音楽ユニット。レーベルはOffice Premotion。形態は女性アイドルグループだが、自分たちでは異色音楽ユニットと呼んでいた。最終的にはアイドルという呼び方も受け入れている。

## 概要
声優、芸人、ご当地アイドルの3人からなる異色音楽ユニットを自称していた。mofuは「みっしょん・おぶ・ふぉーりゅん」の略称である。

## 略歴
結成は2014年3月9日とする。初LIVEは、2013年12月18日。この日は3人で出演予定だったが、諸事情により白幡、れんれんのみの出演になった。ユニット名が決まり、3人が揃ったライブを結成の日としている。
2015年6月24日、1stシングル「会心の一撃 -Critical Massive Attack-」を発売。
2015年12月9日、2ndシングル「RED ZONE」を発売。
2016年4月13日、1stアルバム「賛否両論」を発売。
2016年4月30日をもってれんれんが卒業。同日、ひびきとゆりあんぬの加入が発表された。
2016年7月30日に、同年8月30日をもって現在のレーベルを離れること、9月1日よりユニット名を新しくすることを発表。『劇場版ゴキゲン帝国』に改名する。

## メンバー
- 白幡いちほ　（リーダー）イメージカラー　青
- 雨情華月　イメージカラー　ピンク
- ひびき　イメージカラー　緑
- ゆりあんぬ　イメージカラー　赤

### 旧メンバー
- れんれん　2016年4月30日に卒業